# Чемпіонат СРСР з легкої атлетики в приміщенні 1975
Чемпіонат СРСР з легкої атлетики в приміщенні 1975 року був проведений 18-19 лютого в Ленінграді в легкоатлетичному манежі Зимового стадіону. Турнір відбувся вп'яте в історії та вперше за межами Москви. До змагань (втретє поспіль) були допущені іноземні легкоатлети. Протягом 2 днів були розіграно 24 комплекти нагород.
Вперше на чемпіонаті країни в приміщенні змагались багатоборці: чоловіки в пятиборстві, а жінки — у триборстві. Метання ваги також дебютувало в програмі першості, але, на відміну від багатоборства, так і не змогло в ній закріпитись: Олексій Малюков так і залишився в історії єдиним чемпіоном СРСР в цій дисципліні.

## Медалісти

### Чоловіки
| Дисципліни            | Золото                         | Золото    | Срібло                      | Срібло    | Бронза                       | Бронза    |
| --------------------- | ------------------------------ | --------- | --------------------------- | --------- | ---------------------------- | --------- |
| 60 метрів             | Валерій Борзов Київ            | 6,5       | Олександр Аксинін Ленінград | 6,6       | Юрій Силов Рига              | 6,6       |
| 400 метрів            | Володимир Носенко Мінськ       | 48,3      | Рейн Тиру Таллінн           | 48,5      | Геннадій Іванов Ташкент      | 48,7      |
| 800 метрів            | Віктор Солонецький Красноярськ | 1.51,4    | Євген Волков Київ           | 1.51,9    | Івар Блуманскіс Рига         | 1.52,0    |
| 1500 метрів           | Петро Анисим Львів             | 3.49,3    | Геннадій Львов Свердловськ  | 3.49,7    | Віктор Семяшкін Ленінград    | 3.50,1    |
| 3000 метрів           | Борис Кузнецов Свердловськ     | 8.03,0    | Іван Парлуй Смоленськ       | 8.03,8    | Мінівасік Абдулін Уфа        | 8.12,6    |
| 5000 метрів           | Борис Кузнецов Свердловськ     | 13.50,2   | Іван Парлуй Смоленськ       | 13.50,6   | Мінівасік Абдулін Уфа        | 13.51,2   |
| 60 метрів з бар'єрами | Віктор Мясников Мінськ         | 7,7       | Валентин Балахничов Москва  | 7,8       | Анатолій Мошіашвілі Тбілісі  | 7,8       |
| Стрибки у висоту      | Володимир Киба Київ            | 2,18 м    | Володимир Абрамов Москва    | 2,18 м    | Віктор Кащеєв Ленінград      | 2,15 м    |
| Стрибки з жердиною    | Володимир Трофименко Ленінград | 5,30 м    | Яніс Лауріс Рига            | 5,20 м    | Валерій Бойко Мінськ         | 5,20 м    |
| Стрибки у довжину     | Олексій Переверзєв Москва      | 8,00 м    | Валерій Підлужний Донецьк   | 7,89 м    | Валерій Коломієць Мінськ     | 7,68 м    |
| Потрійний стрибок     | Анатолій Піскулін Ленінград    | 16,67 м   | Сергій Сидоренко Ленінград  | 16,51 м   | Геннадій Безсонов Москва     | 16,47 м   |
| Штовхання ядра        | Олександр Баришников Ленінград | 20,16 м   | Петер Главачке НДР          | 19,67 м   | Валерій Войкін Ленінград     | 19,42 м   |
| Метання ваги          | Олексій Малюков Москва         | 22,58 м   | Олексій Спиридонов Москва   | 22,58 м   | Валерій Валентюк Харків      | 22,42 м   |
| П'ятиборство          | Рудольф Зігерт Ленінград       | 4118 очок | Євген Кисельов Ангарськ     | 3944 очки | Віктор Грузенкін Красноярськ | 3893 очки |

### Жінки
| Дисципліни            | Золото                         | Золото    | Срібло                         | Срібло    | Бронза                          | Бронза    |
| --------------------- | ------------------------------ | --------- | ------------------------------ | --------- | ------------------------------- | --------- |
| 60 метрів             | Тетяна Ворохобко Ленінград     | 7,3       | Людмила Маслакова Москва       | 7,3       | Світлана Белова Брянськ         | 7,3       |
| 400 метрів            | Інта Климовича Рига            | 54,1      | Людмила Аксьонова Київ         | 54,2      | Надія Ільїна-Колесникова Москва | 55,0      |
| 800 метрів            | Сарміте Штула Рига             | 2.06,7    | Валентина Герасимова Караганда | 2.07,0    | Тетяна Казанкіна Ленінград      | 2.08,1    |
| 1500 метрів           | Валентина Герасимова Караганда | 4.20,3    | Алла Тесленко Душанбе          | 4.21,5    | Надія Шепілова Свердловськ      | 4.25,6    |
| 3000 метрів           | Тетяна Галстян Новосибірськ    | 9.23,4    | Галина Головинська Ленінград   | 9.23,6    | Людмила Корчагіна Ленінград     | 9.27,6    |
| 60 метрів з бар'єрами | Аннероз Фідлер НДР             | 8,1       | Тетяна Анісімова Ленінград     | 8,2       | Ніна Моргуліна Кропоткін        | 8,3       |
| Стрибки у висоту      | Галина Філатова Москва         | 1,81 м    | Тетяна Шляхто Вітебськ         | 1,78 м    | Надія Осколок Київ              | 1,78 м    |
| Стрибки у довжину     | Лідія Алфєєва Москва           | 6,35 м    | Тетяна Потапова Калуга         | 6,31 м    | Тетяна Тимохова Москва          | 6,25 м    |
| Штовхання ядра        | Маріанне Адам НДР              | 19,71 м   | Тамара Буфетова Москва         | 18,74 м   | Світлана Крачевська Москва      | 18,65 м   |
| Триборство            | Тетяна Ворохобко Ленінград     | 2732 очки | Людмила Поповська Ленінград    | 2712 очки | Нійоле Кветкаускайте Шяуляй     | 2613 очки |

## Медальний залік
| Місце | Команда        | Золото | Срібло | Бронза | Загалом |
| ----- | -------------- | ------ | ------ | ------ | ------- |
| 1     | Ленінград      | 6      | 5      | 5      | 16      |
| 2     | РРФСР          | 4      | 5      | 6      | 15      |
| 3     | Москва         | 4      | 5      | 4      | 13      |
| 4     | УРСР           | 3      | 3      | 2      | 8       |
| 5     | Латвійська РСР | 2      | 1      | 2      | 5       |
| 5     | Білоруська РСР | 2      | 1      | 2      | 5       |
| 7     | НДР            | 2      | 1      | 0      | 3       |
| 8     | Казахська РСР  | 1      | 1      | 0      | 2       |
| 9     | Естонська РСР  | 0      | 1      | 0      | 1       |
| 9     | Таджицька РСР  | 0      | 1      | 0      | 1       |
| 11    | Грузинська РСР | 0      | 0      | 1      | 1       |
| 11    | Литовська РСР  | 0      | 0      | 1      | 1       |
| 11    | Узбецька РСР   | 0      | 0      | 1      | 1       |

## Командний залік
Командний залік офіційно визначався серед союзних республік, міст Москви та Ленінграда.
| Місце | Команда   | Очки |
| ----- | --------- | ---- |
| 1     | Ленінград | 151  |
| 2     | УРСР      | 117  |
| 3     | Москва    | 109  |